# Echidnopsis insularis
Echidnopsis insularis är en oleanderväxtart som beskrevs av John Jacob Lavranos. Echidnopsis insularis ingår i släktet Echidnopsis och familjen oleanderväxter. Inga underarter finns listade i Catalogue of Life.